# Hipokalcemia
Hipokalcemia – stan obniżonego poziomu wapnia we krwi. Rozpoznaje się go, gdy stężenie wapnia całkowitego w surowicy krwi nie przekracza 2,25 mmol/l, bądź stężenie wapnia zjonizowanego spada poniżej 0,95 mmol/l. Gdy niedobór wapnia jest nieduży i stężenie wapnia zjonizowanego pozostaje w normie, choroba może przebiegać bezobjawowo. Najczęstszą kliniczną manifestacją hipokalcemii jest tężyczka, jednak w przebiegu hipokalcemii często pojawia się wiele niespecyficznych objawów, określanych jako „równoważniki tężyczki”. Mogą występować typowe dla hipokalcemii zmiany w EKG.
Najczęstszymi przyczynami niedoboru wapnia są niedobory wapnia w diecie, niedobory witaminy D, magnezu, zespoły upośledzonego wchłaniania, nadmierna utrata wapnia z moczem, nadmierne odkładanie się wapnia w tkankach miękkich lub kościach, niedoczynność przytarczyc.
Leczenie polega na doustnym bądź dożylnym podawaniu soli wapnia.
Hipokalcemia rzekoma jest spowodowana obecnością we krwi kontrastu radiologicznego zawierającego gadolin, który zaburza wynik badania biochemicznego krwi i zaniża rzeczywisty poziom wapnia.

## Objawy hipokalcemii
Objawy nadpobudliwości nerwowo-ruchowej i tężyczki są wynikiem dodatniego efektu batmotropowego (zwiększenia pobudliwości komórek mięśniowych i nerwowych) wywoływanego przez niskie stężenia wapnia. Wapń, łącząc się z kanałami sodowymi, podwyższa próg depolaryzacji komórek, utrudniając ich aktywację, dlatego przy jego niedoborze włókno mięśniowe staje się nadzwyczaj pobudliwe.
Ponadto hipokalcemia wywiera zupełnie odwrotny wpływ na komórki mięśnia sercowego. Ujemny efekt chronotropowy (spadek częstości akcji serca) i ujemny efekt inotropowy (spadek kurczliwości) w ciężkiej hipokalcemii może powodować bradykardię i spadki ciśnienia, a w konsekwencji nawet doprowadzić do zatrzymania akcji serca.
Tężyczka w przebiegu hipokalcemii może być jawna lub utajona, może też przebiegać pod postacią równoważników tężyczki.
Napad tężyczkowy rozpoczyna się od tonicznych, symetrycznych kurczów mięśni rąk i ich drętwienia; po kolei obejmuje przedramiona, ramiona, twarz ("usta karpia", skurcz powiek), klatkę piersiową i kończyny dolne, bez utraty świadomości.
Tężyczka utajona przebiega skrycie, są to niespecyficzne objawy mogące wskazywać na hipokalcemię jako przyczynę dolegliwości. Zalicza się do nich:
- objaw Chvostka (skurcze mięśni twarzy po uderzeniu w unerwiający je nerw twarzowy)[1]
- objaw Trousseau (tzw. „ręka położnika”, wywołana przez ucisk sfigmomanometru)[1]
- objaw Lusta (odwiedzenie stopy w odpowiedzi na uderzenie nerwu strzałkowego wspólnego)[4][5]
- objaw Erba (zwiększona pobudliwość nerwów na prąd galwaniczny)[4][5]
- tężyczka wywołana hiperwentylacją[1]

Równoważniki tężyczki:
- skurcz powiek
- światłowstręt
- podwójne widzenie
- skurcz mięśni krtani
- skurcz oskrzeli
- skurcz naczyń wieńcowych (dławica piersiowa)
- trzewnych (ból brzucha)
- obwodowych (np. palców – rzekomy objaw Raynauda)
- mózgowych (migrena, omdlenie, napady drgawkowe)

Ponadto w ostrym przebiegu hipokalcemii pojawić się mogą zaburzenia psychiczne (depresja, psychozy, nerwice) oraz objawy kardiologiczne:
- zaburzenia rytmu (w szczególności torsade de pointes)
- bloki przedsionkowo-komorowe
- zmniejszona skuteczność glikozydów naparstnicy
- ostra kardiomiopatia

W EKG mogą być widoczne wydłużone odstępy QT
Hipokalcemia przewlekła przyczynić się może do powstania:
- zmian skórnych
- kandydozy
- łysienia
- patologii w obrębie kości śródręcza i śródstopia
- zmian w układzie nerwowym, wywołujących parestezje, chorobę Parkinsona, pląsawicę, podwyższenie ciśnienia śródczaszkowego czy upośledzenie umysłowe.

U dzieci i młodzieży niedobór wapnia prowadzi do demineralizacji tkanki kostnej, czego konsekwencją jest krzywica, deformacje kości długich, rozmiękanie kości, osłabiony rozwój motoryczny. Nieskutecznie leczone, mogą mieć charakter przetrwały. U dorosłych hipokalcemia prowadzi do osteomalacji.

## Przyczyny
Do najczęstszych przyczyn można zaliczyć:
- niedobór wapnia w diecie
- zaburzenie wchłaniania wapnia z przewodu pokarmowego
- niedoczynność przytarczyc
- względny lub bezwzględny niedobór witaminy D
- nadmierne odkładanie się wapnia w tkankach miękkich, np. w ostrym zapaleniu trzustki
- nadmierna utrata wapnia z moczem, która może być wywołana przez stosowanie leków moczopędnych
- niewrażliwość tkanek na parathormon – rzekoma niedoczynność przytarczyc, hipomagnezemia.

## Leczenie
Ostrą, objawową hipokalcemię leczy się podając dożylnie 20 ml 10% roztworu glukonolaktobionianu wapnia lub chlorku wapnia, co kilka godzin monitorując kalcemię. Równocześnie należy rozpocząć doustną suplementację wapnia i witaminy D. Oporna na leczenie hipokalcemia może być wynikiem hipomagnezemii.
Leczenie hipokalcemii przewlekłej, w której leczenie choroby podstawowej nie przynosi rezultatu, polega na podawaniu wapnia doustnie w dawce 1000–3000 mg/d jako węglan wapnia lub octan wapnia oraz witaminy D, zwykle pod postacią alfakalcydolu lub kalcytriolu. Okresowo należy monitorować kalcemię i kalciurię.
Gdy przyczyną hipokalcemii jest nadmierna utrata wapnia z moczem, w leczeniu stosuje się diuretyki tiazydowe.

## Klasyfikacja ICD10
| kod ICD10     | nazwa choroby                                                               |
| ------------- | --------------------------------------------------------------------------- |
| ICD-10: E58   | Niedobór pokarmowy wapnia                                                   |
| ICD-10: E64   | Następstwa niedożywienia i innych niedoborów pokarmowych                    |
| ICD-10: P71   | Przemijające zaburzenia przemiany wapnia i magnezu noworodków               |
| ICD-10: P71.0 | Hipokalcemia spowodowana karmieniem mlekiem krowim                          |
| ICD-10: P71.1 | Inna hipokalcemia noworodków                                                |
| ICD-10: P71.8 | Inne przemijające zaburzenia przemiany wapnia i magnezu noworodków          |
| ICD-10: P71.9 | Przemijające zaburzenia przemiany wapnia i magnezu noworodków, nieokreślone |